# Командор (собака)
Командор (народився 1 вересня 2021 року) — собака, що належить президенту Джо Байдену та першій леді Джилл Байден. Німецька вівчарка Commander була подарунком Джо Байдену на день народження від Джеймса та Сари Байден, його брата та невістки. Командор вперше прибув до Білого дому 20 грудня 2021 року 13 лютого 2022 року Командир дебютував на телебаченні в програмі Puppy Bowl XVIII. Командир вигулював суперінтендант Білого дому Дейл Хейні, який взяв на себе відповідальність за вигул президентських собак з часів президентства Річарда Ніксона.
Командор відомий своєю агресивністю: за рік він щонайменше 24 рази покусав персонал Секретної служби.

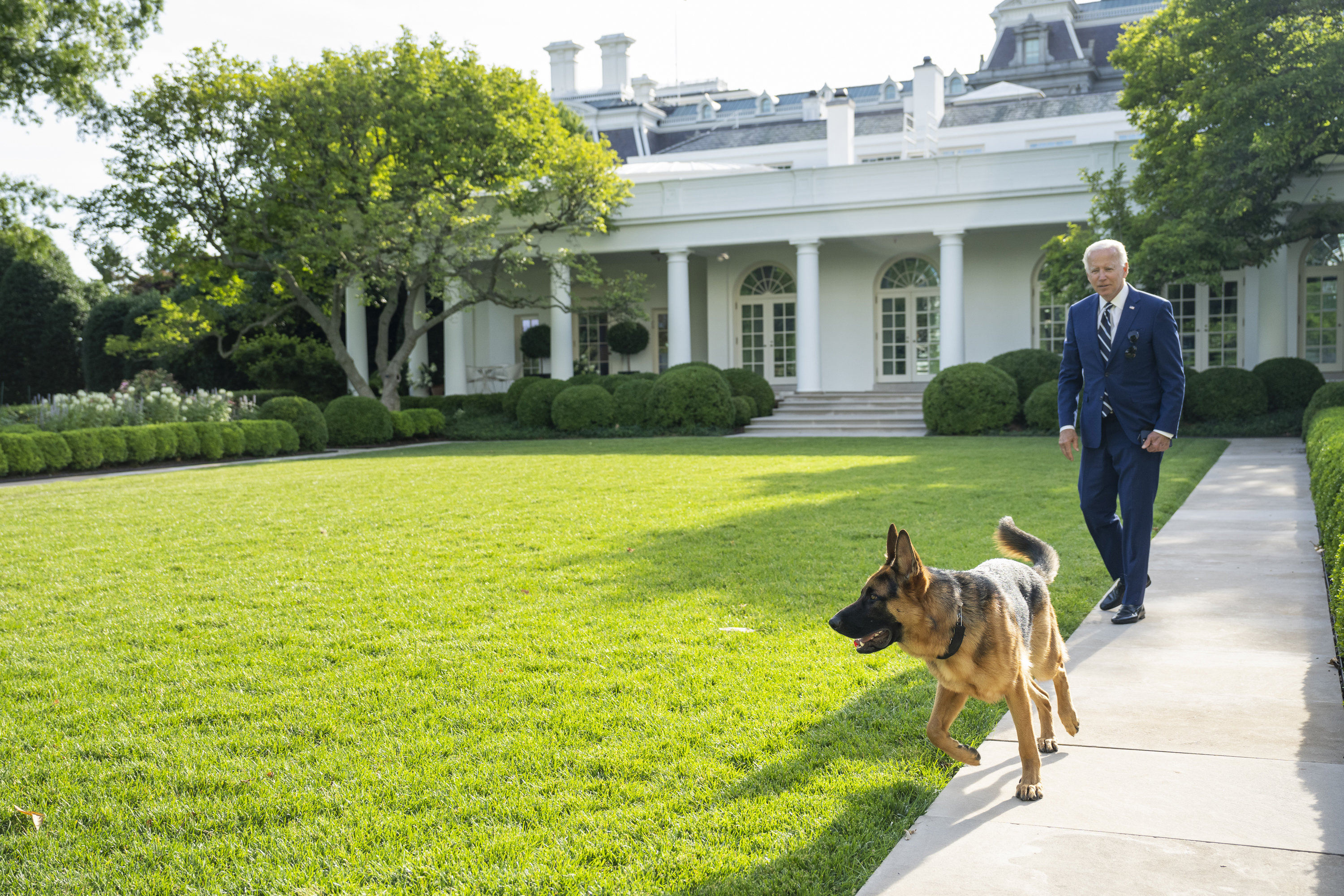
Командор і президент Джо Байден гуляє Трояндовим садом Білого дому ; 21 червня 2022 р.